# Lottia marcusi
Lottia marcusi is een slakkensoort uit de familie van de Lottiidae. De wetenschappelijke naam van de soort is voor het eerst geldig gepubliceerd in 1966 door Righi.